# أستريد كابرال
أستريد كابرال (بالبرتغالية: Astrid Cabral‏) هي كاتِبة وشاعرة برازيلية، ولدت في 25 سبتمبر 1936 في البرازيل.